# 1982 год в кино

## Фильмы

### Мировое кино
- «Ас из асов»/L' As Des As, Франция—ФРГ (реж. Жерар Ури)
- «Бегущий по лезвию»/Blade Runner, США (реж. Ридли Скотт)
- «Бог их создаёт, а потом спаривает»/Dio Li Fa Poi Li Accoppia, Италия (реж. Стено)
- «Вердикт»/The Verdict, США (реж. Сидни Люмет)
- «Видеодром»/Videodrome, Канада (реж. Дэвид Кроненберг)
- «Виктор и Виктория»/Victor/Victoria, США-Великобритания-ФРГ (реж. Блейк Эдвардс)
- «Выбор Софи»/Sophie’s Choice, США (реж. Алан Пакула)
- «Ганди»/Gandhi, Великобритания-Индия (реж. Ричард Аттенборо)
- «Геката» / Hécate, maîtresse de la nuit, Швейцария-Франция (реж. Даниэль Шмид)
- «Госпиталь „Британия“»/Britannia Hospital, Великобритания (реж. Линдсей Андерсон)
- «Граница»/The Border, США (реж. Тони Ричардсон)
- «Дантон»/Danton, Польша-Франция (реж. Анджей Вайда)
- «Дрожь»/Tenebre, Италия (реж. Дарио Ардженто)
- «Жандарм и жандарметки»/Le Gendarme Et Les Gendarmettes, Франция (реж. Жан Жиро)
- «Запретный мир»/Forbidden World, США (реж. Роджер Корман)
- «Знахарь»/Znachor, Польша (реж. Ежи Гофман)
- «Игрушка»/The Toy, США (реж. Ричард Доннер)
- «Идентификация женщины»/Identificazione Di Una Donna, Италия—Франция (реж. Микеланджело Антониони)
- «Инопланетянин»/E.T. The Extra-Terrestrial, США (реж. Стивен Спилберг)
- «Калейдоскоп ужасов»/Creepshow, США (реж. Джордж Ромеро)
- «Кантримэн»/Countryman, Ямайка (реж. Дики Джобсон)
- «Керель»/Querelle — Ein Pakt mit dem Teufel, ФРГ-Франция (реж. Райнер Вернер Фасбиндер)
- «Комедия секса в летнюю ночь»/A Midsummer Night’s Sex Comedy, США (реж. Вуди Аллен)
- «Конан-варвар»/Conan The Barbarian, США (реж. Джон Милиус)
- «Контракт рисовальщика»/The Draughtsman’s Contract, Великобритания (реж. Питер Гринуэй)
- «Король комедии»/The King Of Comedy, США (реж. Мартин Скорсезе)
- «Лорд дракон»/龍少爺, Гонконг (реж. Джеки Чан)
- «Люди-кошки»/Cat People, США (реж. Пол Шредер)
- «Мир по Гарпу»/The World According To Garp, США (реж. Гарри Маршалл)
- «Нечто»/The Thing, США (реж. Джон Карпентер)
- «Ночь святого Лоренцо»/La Notte Di San Lorenzo, Италия (реж. Паоло и Витторио Тавиани)
- «Нью-йоркский потрошитель»/Lo Squartatore di New York, Италия (реж. Лучо Фульчи)
- «Огненный лис»/Firefox, США (реж. Клинт Иствуд)
- «От всего сердца»/One from the Heart, США (реж. Фрэнсис Форд Коппола)
- «Повелитель зверей»/The Beastmaster, США (реж. Дон Коскарелли)
- «Положение вещей»/Der Stand Der Dinge, ФРГ-Франция-Испания (реж. Вим Вендерс)
- «Полтергейст»/Poltergeist, США (реж. Тоуб Хупер)
- «Пропавший без вести»/Missing, США (реж. Константин Коста-Гаврас)
- «Путешествие с папой»/In Viaggio Con Papa, Италия (реж. Альберто Сорди)
- «Пыль и жара»/Heat And Dust, Великобритания-Индия (реж. Джеймс Айвори)
- «Рок в Рейкьявике»/Rokk í Reykjavík, документальный, Исландия (реж. Фридрик Тоур Фридрихссон)
- «Рэмбо: Первая кровь»/First Blood, США (реж. Тед Котчефф)
- «Смертельная ловушка»/Deathtrap, США (реж. Сидни Люмет)
- «Сорок восемь часов»/48 Hrs., США (реж. Уолтер Хилл)
- «Стена»/The Wall, Великобритания (реж. Алан Паркер)
- «Страсть»/Passion, Франция-Швейцария (реж. Жан-Люк Годар)
- «Тоска Вероники Фосс»/Die Sehnsucht der Veronica Voss, ФРГ (реж. Райнер Вернер Фасбиндер)
- «Трон»/Tron, США (реж. Стивен Лисбергер)
- «Тутси»/Tootsie, США (реж. Сидни Поллак)
- «Укуренные 4»/Things Are Tough All Over, США (реж. Томас Эвилдсен)
- «Фанни и Александр»/Fanny Och Alexander, Швеция-Франция-ФРГ (реж. Ингмар Бергман)
- «Фицкаральдо»/Fitzcarraldo, ФРГ-Перу (реж. Вернер Херцог)
- «Хэммет»/Hammett, США (реж. Вим Вендерс)

### Советское кино

#### Фильмы Азербайджанской ССР
- Дома на перекрёстке (реж. Тариел Валиев и Рамиз Гасаноглу).
- Здесь тебя не встретит рай (реж. Тофик Исмайлов).
- Так нужно (реж. Вагиф Мустафаев).
- Шкатулка из крепости (реж. Гюльбениз Азимзаде).

#### Фильмы Белорусской ССР
- «Давай поженимся», (реж. Александр Ефремов)
- «Кафедра», (реж. Иван Киасашвили)
- «Культпоход в театр», (реж. Валерий Рубинчик)
- «С кошки всё и началось…», (реж. Юрий Оксанченко)
- «Чужая вотчина», (реж. Валерий Рыбарев)

#### Фильмы Грузинской ССР
- «Азбука мудрости», (реж. Отар Коберидзе)
- «Брат», (реж. Теймураз Баблуани)
- «Для любителей решать кроссворды», (реж. Баадур Цуладзе)
- «Дмитрий II», (реж. Рамаз Хотивари)
- «Не все кометы гаснут», (реж. Деви Абашидзе)
- «Примите вызов, сеньоры!», (реж. Коте Сурмава)

#### Фильмы Латвийской ССР
- «Самая длинная соломинка», (реж. Дзидра Ритенберга)

#### Фильмы Молдавской ССР
- «Всё могло быть иначе», (реж. Валерий Жереги)

#### Фильмы РСФСР
- «Баллада о доблестном рыцаре Айвенго», (реж. Сергей Тарасов)
- «Без видимых причин», (реж. Евгений Татарский)
- «Берегите мужчин», (реж. Александр Серый)
- «В старых ритмах», (реж. Михаил Ершов)
- «Василий Буслаев», (реж. Геннадий Васильев)
- «Возвращение резидента», (реж. Вениамин Дорман)
- «Вокзал для двоих», (реж. Эльдар Рязанов)
- «Дом, который построил Свифт», (реж. Марк Захаров)
- «Домой!», (реж. Гавриил Егиазаров)
- «Звезда и смерть Хоакина Мурьеты», (реж. Владимир Грамматиков)
- «Женатый холостяк», (реж. Владимир Роговой)
- «Инспектор ГАИ», (реж. Эльдор Уразбаев)
- «Ищите женщину», (реж. Алла Сурикова)
- «Кража», (реж. Леонид Пчёлкин)
- «Магистраль», (реж. Виктор Трегубович)
- «Мы жили по соседству», (реж. Николай Лырчиков)
- «Найти и обезвредить», (реж. Георгий Кузнецов)
- «Не могу сказать „прощай“», (реж. Борис Дуров)
- «Ослиная шкура», (реж. Надежда Кошеверова)
- «Остановился поезд», (реж. Вадим Абдрашитов)
- «Отцы и деды», (реж. Юрий Егоров)
- «Покровские ворота», (реж. Михаил Козаков)
- «Похождения графа Невзорова», (реж. Александр Панкратов-Чёрный)
- «Приказ: перейти границу», (реж. Юрий Иванчук)
- «Принцесса цирка», (реж. Светлана Дружинина)
- «Путешествие будет приятным», (реж. Альберт Мкртчян)
- «Сказки… сказки… сказки старого Арбата», (реж. Савва Кулиш)
- «Слёзы капали», (реж. Георгий Данелия)
- «Случай в квадрате 36-80», (реж. Михаил Туманишвили)
- «Спортлото-82», (реж. Леонид Гайдай)
- «Там, на неведомых дорожках…», (реж. Михаил Юзовский)
- «Таможня», (реж. Александр Муратов)
- «Транзит», (реж. Валерий Фокин)
- «Частная жизнь», (реж. Юлий Райзман)
- «Шапка Мономаха», (реж. Искандер Хамраев)
- «Шурочка» (реж. Иосиф Хейфиц)

#### Фильмы Украинской ССР
- «4:0 в пользу Танечки», (реж. Радомир Василевский)
- «Время для размышлений», (реж. Сергей Ашкенази)
- «Грачи», (реж. Константин Ершов)
- «Инспектор Лосев», (реж. Олег Гойда)
- «Ещё до войны», (реж. Борис Савченко)
- «Полёты во сне и наяву», (реж. Роман Балаян)
- «Семейное дело», (реж. Николай Малецкий)
- «Трест, который лопнул», (реж. Александр Павловский)
- «Чародеи», (реж. Константин Бромберг)

#### Фильмы совместных производителей

##### Двух стран
- Избранные (р/п. Сергей Соловьёв).

##### Трёх стран
- Сказка странствий (р/п. Александр Митта).

### Телесериалы
Радости и тени Los gozos y las sombras (Испания)

#### Латиноамериканские телесериалы

##### Мексика
- Бьянка Видаль
- Ванесса
- Искорка
- Небеса не простят

#### Советские сериалы и телефильмы свыше 3-х серий
- Государственная граница. Восточный рубеж (р/п. Борис Степанов).
- Никколо Паганини (р/п. Леонид Менакер).
- Профессия - следователь (р/п. Александр Бланк).

## Лидеры проката

### Советский кинопрокат
- «Спортлото-82» — 1 место, 55 200 000 зрителей
- «Мужики!» — 2 место, 38 400 000 зрителей
- «Не могу сказать „прощай“» — 4 место, 34 600 000 зрителей
- «Душа» — 5 место, 33 300 000 зрителей
- «Случай в квадрате 36-80» — 7 место, 33 100 000 зрителей
- «Карнавал» — 9 место, 30 400 000 зрителей

## Персоналии

### Родились
- 3 февраля — Бриджит Риган, американская актриса кино и театра.
- 29 августа — Марина Александрова, российская актриса кино и театра.
- 30 октября — Сергей Ларин, российский актёр театра и кино.

### Скончались
- 5 марта — Джон Белуши, американский комедийный актёр албанского происхождения.
- 11 марта — Леонид Кмит, советский актёр театра и кино, народный артист СССР (1968).
- 25 апреля — Борис Андреев, советский актёр театра и кино, народный артист СССР, дважды лауреат Сталинской премии.
- 28 мая — Борис Чирков, советский киноактёр, народный артист СССР (1950).
- 11 июня — Анатолий Солоницын, советский актёр театра и кино.
- 23 июля — Аркадий Трусов, советский актёр театра и кино, заслуженный артист СССР (1942).
- 12 августа — Генри Фонда, американский актёр театра и кино, лауреат премии «Оскар».
- 29 августа — Ингрид Бергман, шведская актриса.
- 14 сентября — Грейс Келли, американская актриса, с 1956 супруга князя Монако Ренье III, мать ныне правящего князя Альбера II.